# Jan Čarek

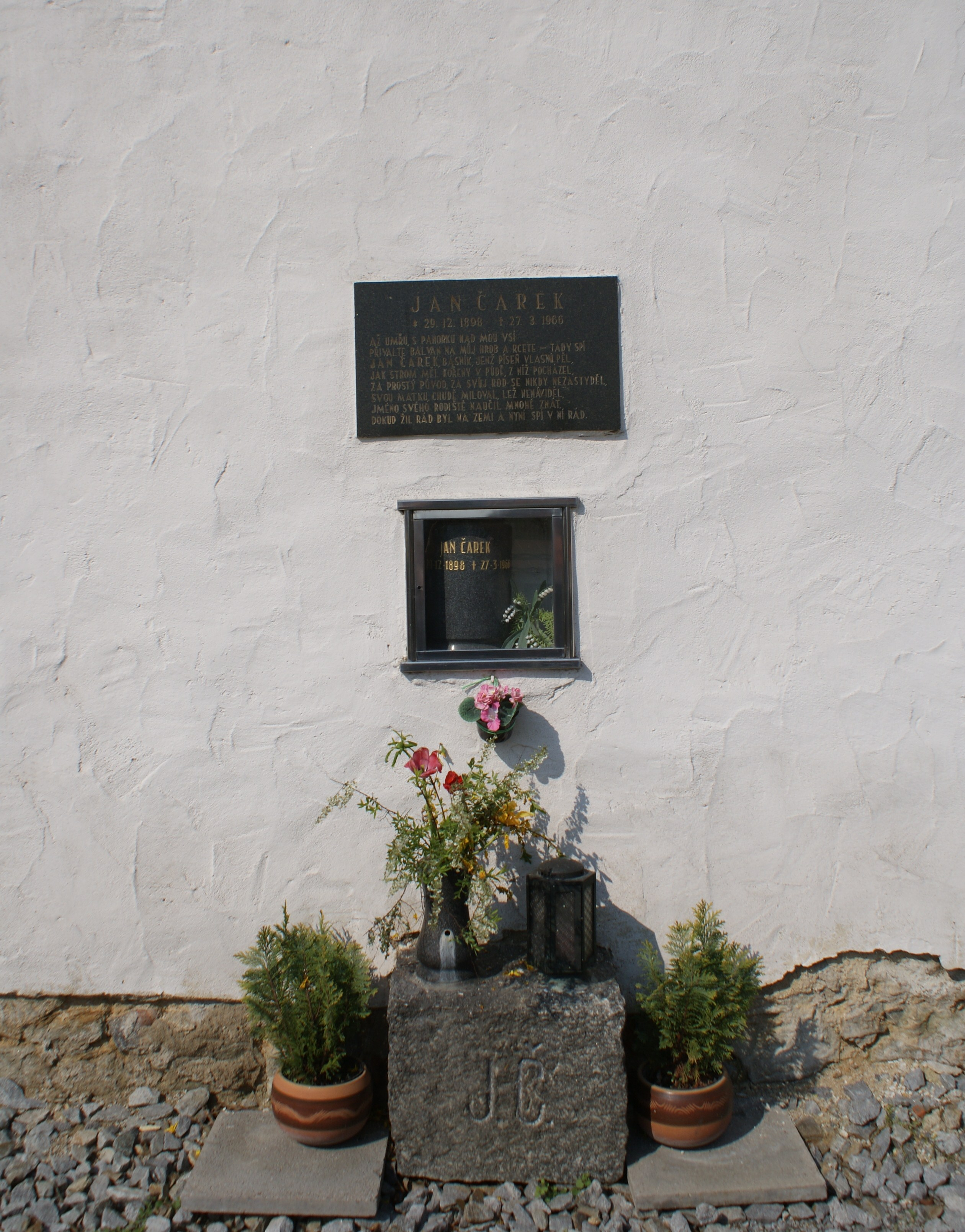
Místo posledního odpočinku básníka Jana Čarka ve zdi heřmaňského kostela

Jan Čarek (29. prosince 1898 Heřmaň – 27. března 1966 Praha) byl český básník, spisovatel, novinář, esejista a autor literatury pro děti a mládež.

## Život
Občanským povoláním byl železniční úředník (Peruc u Loun, Teplice, Louny), od roku 1929 úředník Ministerstva dopravy v Praze. Od roku 1946 spisovatel z povolání. Po vstupu do KSČ se výrazně zapojil do kulturní politiky a některé z jeho pozdějších textů, včetně tvorby pro děti, byly poznamenány ideologií.
Od 20. let 20. století pravidelně publikoval v celé řadě českých časopisů, po roce 1945 se stal jednou z autorských osobností časopisu pro děti Mateřídouška, po roce 1948 se věnoval téměř výhradně tvorbě pro děti.
Jeho dílo tematicky čerpá především z prostředí venkova a přírody, patří mezi výrazné představitele českého ruralismu. Po roce 1948 převažují témata civilizační.

## Dílo

### Básnické sbírky
- 1924 Chudá rodina z Heřmaně
- 1926 Temno v chalupách
- 1929 Smutný život
- 1934 Hvězdy na nebi
- 1938 Svatozář
- 1943 V zemi české

### Eseje
- 1941 O životě a literatuře
- 1947 Dopis na věčnost

### Básnické dílo pro děti
- 1953 Zvířátka – naši přátelé
- 1953 Bajky o nástrojích
- 1953 Zlatý dětský svět
- 1954 Máš rád stromy?
- 1955 Co si povídaly stroje
- 1958 Dobrý den, zvířátka
- 1959 Motýli
- 1960 Od jehly k mašinkám
- 1961 O veselé mašince (ilustrace Zdeněk Miler)

### Dramatická pásma sestavená z Čarkova díla
- 1967 Mašinky, mašinky
- 1978 Motýlí čas

## Odraz v umění
cyklus písní Navždy Vítězslavy Kaprálové (zhudebnění dvou básní ze sbírky Hvězdy na nebi)